# Faaite
Faaite vagy Faaiti egy atoll a Dél-Csendes-óceánon. A terület politikailag Francia Polinéziához tartozik. Faaite a Tuamotu-szigetek egyik alcsoportjának, a Raeffsky-szigeteknek a része. A Raeffsky szigetcsoport a Tuamotu szigetcsoport központi részén található. Faaite a Reffsky-szigetek északnyugati részén található, Tahititől 418 km-re keletre. Az ovális alakú atoll hosszúsága 28 km, szélessége 10,5 km, a területe közel 9 km², a lagúnájával együtt pedig 227 km². Lagúnájába az óceán felől be lehet jutni egy csatornán keresztül. A legközelebbi sziget Tahanea Faaite atolltól keletre található 15 km-re. Az önkormányzati székhely Anaa tőle 61 km-re van délre.
A sziget fő települése Hitianau, amelynek lakossága 336 fő volt a 2007-es népszámláláskor. A lakosság kopra termesztésből él és turizmusból. Az atoll északkeleti részén található a Taumutu-szigetek egyik legszebb kókusz ültetvénye. Az ültetvény egy természetes karsztos csatornán van összekötve az óceánnal.

## Története
Faaite atoll első európai látogatója John Turnbull angol felfedező volt 1802-ben. Turnbull volt az első csendes-óceáni kereskedő, aki Tahiti felől közelítette meg a Hawaii-szigeteket.
Fabian Gottlieb von Bellingshausen orosz felfedező 1820-ban járt Faaite szigetén a Vostok és a Mirni elnevezésű hajókkal. Ő az atollt "Milorádovicsnak" nevezte.
Faaite hírnevet szerzett magának a Faaite máglya ("Bûchers de Faaite") esetekor. 1987. szeptember 2-án 6 embert dobtak tűzbe (néhányukat saját gyermekük), mert a szigetlakók meg voltak róla győződve, hogy azokat megszállta az ördög. Az események után 24 embert állítottak bíróság elé Papeete bíróságán, amelyből 21 embert 1990-ben bűnösnek mondtak ki. A főbűnöst 14 év börtönre ítélték. Ma már csak egy tábla őrzi a tűz helyén az esemény emlékét.
A Faaite szigetén működő repülőteret 1992-ben adták át.

## Közigazgatás
Faaite atoll Anaa önkormányzati településhez tartozik Tahanea és Motutunga atollokkal egyetemben.

## További információ
- Atoll lista (franciául) Archiválva 2007. február 28-i dátummal a Wayback Machine-ben